# Luis Vargas Peña
Luis Vargas Peña, född 1905 och död 1994, var en paraguayansk fotbollsspelare.

## Klubbkarriär
Vargas Peña spelade hela sin karriär i Olimpia Asunción i hemstaden Asunción. Han blev paraguayansk mästare ett flertal gånger under sin karriär med Olimpia.

## Landslagskarriär
Vargas Peña spelade i sydamerikanska mästerskapet 1926 där han spelade två matcher och gjorde ett mål.
Vargas Peña blev 1930 uttagen till Paraguays VM-trupp till det första världsmästerskapet i fotboll 1930 i Uruguay. Han spelade båda Paraguays gruppspelsmatcher mot USA och Belgien. I matchen mot Belgien gjorde han Paraguays första mål någonsin i VM när han satte slutresultatet 1-0. Han var även Paraguays lagkapten i båda matcherna.